# Víctor de la Fuente
Víctor de la Fuente (Ardisana de Llanes, 12 april 1927 - Le Mesnil-Saint-Denis, 2 juli 2010) was een Spaans striptekenaar.
De la Fuente begon in de jaren veertig met het tekenen van strips als medewerker van de Editorial Rialto. Na een studieverblijf in Latijns-Amerika keerde hij in 1960 terug naar Europa. Hij tekende vooral westernverhalen, onder meer voor de reeks Tex. Sinds 1974 woonde hij in Frankrijk en werkte onder andere voor Tintin. Fuente won een aantal belangrijke prijzen, zoals de Yellow Kid in 1980.
Uitgeverij Semic Press gaf in de jaren 70 een aantal in het Nederlands vertaalde strips uit van De la Fuente, de eerste delen van de reeksen Mathaï Dor en Amargo. Er verschenen later nog enkele andere titels op scenario van andere schrijvers, waaronder Victor Mora, Alejandro Jodorowsky en Jean-Michel Charlier die voor hem de serie de Gringos schreef en later de Onaantastbaren.